# Robert A. Kaster
Robert Andrew Kaster (* 6. Februar 1948 in New York) ist ein US-amerikanischer Altphilologe und emeritierter Professor an der Princeton University.

## Leben und Werk
Kaster studierte am Dartmouth College (B.A. 1969) sowie an der Harvard University (M.A. 1971, Ph.D. 1975). Seine Berufstätigkeit begann er 1975 als Assistant Professor an der University of Chicago, wo er 1982 Professor wurde. Im Jahr 1997 wechselte er als Professor für Altertumskunde und als Kennedy Foundation Professor of Latin an die Princeton University. 2013 wurde Kaster in die American Academy of Arts and Sciences gewählt. 2018 wurde er emeritiert. 2025 wurde er zum auswärtigen Mitglied der British Academy ernannt.
Er befasst sich mit dem Bildungssystem der Spätantike und der Psychologie der römischen Elite in später Republik und frühem Kaiserreich. Außerdem hat er kritische Ausgaben mehrerer Klassiker neu besorgt und übersetzt. Besonders seine neue Macrobius-Edition wurde gerühmt, weil sie scharfsinnig viele Fehler der älteren Ausgabe von James A. Willis beseitigte.

## Schriften
- Guardians of Language. The Grammarian and Society in Late Antiquity (= The transformation of the classical heritage. Band 11). University of California Press, Berkeley 1988, ISBN 0-520-21225-8.
- The tradition of the text of the „Aeneid“ in the ninth century. Garland, New York 1990, ISBN 0-8240-3305-1 (zugleich Dissertation, Harvard University 1975).
- Studies on the text of Suetonius „De grammaticis et rhetoribus“ (= American classical studies. Band 28). Scholars Press, Alberta 1992, ISBN 1-55540-720-X.
- Suetonius, De grammaticis et rhetoribus. Edited with a translation, introduction and commentary. Clarendon Press, Oxford 1995, ISBN 0-19-814091-6.
- Emotion, Restraint, and Community in Ancient Rome. Oxford University Press, Oxford 2005, ISBN 0-19-514078-8.
- Cicero, Speech on Behalf of Publius Sestius. Translated with introduction and commentary. Clarendon Press, Oxford 2006, ISBN 0-19-928302-8.
- mit Martha Nussbaum: Anger, Mercy, Revenge (The Complete Works of Lucius Annaeus Seneca). University of Chicago Press, Chicago 2010, ISBN 978-0-226-74841-2.
- Studies on the Text of Macrobius’ Saturnalia (= American classical studies. Band 55). Oxford University Press, Oxford 2010, ISBN 978-0-19-975136-5.
- Macrobii Ambrosii Theodosii Saturnalia (Oxford Classical Texts). Clarendon Press, Oxford 2011, ISBN 978-0-19-957119-2.
- Macrobius, Saturnalia. Edited and translated (Loeb Classical Library). 3 Bände, Harvard University Press, Cambridge (Mass.) 2011, ISBN 978-0-674-99649-6 (Band 1), ISBN 978-0-674-99671-7 (Band 2), ISBN 978-0-674-99672-4 (Band 3).
- The Appian Way. Ghost Road, Queen of Roads. University of Chicago Press, Chicago 2012, ISBN 978-0-226-42571-9.
- Studies on the Text of Suetonius’ de Uita Caesarum. Oxford University Press, Oxford 2016, ISBN 978-0-19-875847-1.
- C. Suetoni Tranquilli De vita Caesarum libri VIII et De grammaticis et rhetoribus librum (Oxford Classical Texts). Clarendon Press, Oxford 2016, ISBN 978-0-19-871379-1.
- Cicero, Brutus and Orator. Translated, with introduction and notes. Oxford University Press, New York 2020, ISBN 978-0-19-085784-4.
- Studies on the text of Seneca’s „De beneficiis“. Oxford University Press, Oxford 2022, ISBN 978-0-19-284501-6.
- L. Annaei Senecae De beneficiis libri VII, De clementia libri II, Apocolocyntosis (Oxford Classical Texts). Clarendon Press, Oxford 2022, ISBN 978-0-19-885073-1.
- Seneca. How to do the right thing. An ancient guide to treating people fairly (Ancient wisdom for modern readers). Princeton University Press, Princeton 2023, ISBN 978-0-691-23864-7.